# Patrick Billian

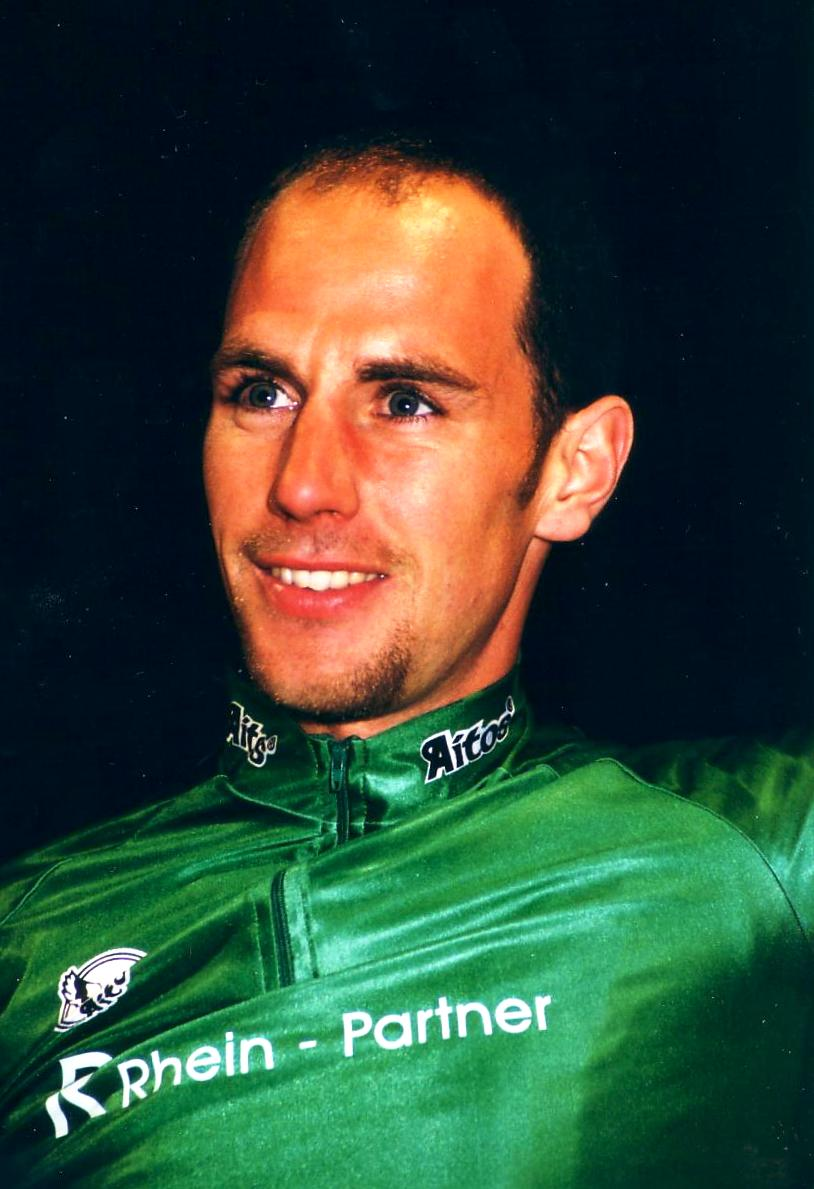
Patrick Billian

Patrick Billian (* 3. März 1972 in Ravensburg) ist ein ehemaliger deutscher Radrennfahrer.
1991 wurde Patrick Billian gemeinsam mit Gerd Wieber deutscher Meister im Zweier-Mannschaftsfahren der Amateure. 1997 gewann er mit Stefan Steinweg den Silbernen Adler von Köln. 2002 wurde er Dritter der deutschen Meisterschaft in der Mannschaftsverfolgung, gemeinsam mit Stefan Löffler, Christoph Meschenmoser und Jan Ott. Im selben Jahr wurde er deutscher Vize-Meister im Punktefahren und belegte im Zweier-Mannschaftsfahren mit Menschenmoser Platz drei. Zweimal startete er auch bei Sechstagerennen in Stuttgart, in der Saison 1997/1998 wurde er 10. mit Stefan Steinweg und belegte zwei Jahre später denselben Platz mit Ralf Liehner. 2002 beendete Billian seine Radsport-Laufbahn.